# Victor Baroni
Pour les articles homonymes, voir Baroni.
Victor Baroni, né le 8 mars 1893 à Genève, mort en novembre 1969 à Nyon, était un pasteur et docteur en théologie.

## Biographie
Après sa maturité classique (1912), il poursuit des études de théologie à Genève, Glasgow et Zurich. Il exerce le ministère pastoral en France dans le Gard (vacances d’été 1914 et 1915) et dans le Tarn (vacances d’été 1917), puis à l’Église française de Zurich (1917-1919) avec le pasteur William Cuendet, ainsi qu’à Genève (1919-1920), y prêchant en alternance avec Frank Thomas au Victoria Hall dans le cadre des activités de l’Association chrétienne évangélique.
Bachelier en théologie en 1920, après avoir soutenu sa thèse, Les études modernes sur le mysticisme, publiée par la Faculté de théologie de l’université de Genève en 1919, il se met au service de l’Église protestante du canton de Vaud, d’abord à Vallorbe de 1920 à 1927, puis à Moudon de 1927 à 1930.
Suppléant du professeur Jules Breitenstein à la chaire du Nouveau Testament de l’université de Genève en 1930, il devient en 1931 chargé de cours, mais dès 1932 reprend son ministère pastoral dans le canton de Vaud, à Villars-sur-Ollon (Préalpes vaudoises) de 1932 à 1938 puis à Nyon (au bord du lac Léman) de 1938 à 1959. Brillant prédicateur, il se spécialise non seulement dans l’étude du mysticisme, mais aussi dans celle de la Contre-Réforme.
Sa thèse de doctorat en théologie, La Contre-Réforme devant la Bible, est soutenue à l’université de Lausanne en 1943 (Éditions La Concorde, Lausanne, 1943, rééd. chez Slatkine à Genève en 1986). En 1955 il publie La Bible dans la vie catholique depuis la Réforme (Éditions du Clocher, Lausanne). Victor Baroni collabore au Dictionnaire encyclopédique de la Bible sous la direction d’Alexandre Westphal (Paris et Valence), à la Revue de théologie et de philosophie (Lausanne), aux Cahiers protestants (Lausanne), aux Cahiers de Foi et Vérité (Genève) et à diverses autres publications religieuses et/ou universitaires. Il prend sa retraite en 1959 et vit à Nyon jusqu’à sa mort, survenue en novembre 1969.
Victor Baroni est le père de Christophe Baroni, auteur de nombreux ouvrages sur la psychologie et la psychothérapie, le couple et l’éducation, les problèmes de notre temps ; c'est également le grand-père du narratologue Raphaël Baroni.

## Ouvrages
- 1919 : Études modernes sur le mysticisme, Université de Genève, Faculté de théologie
- 1943 : La Contre-Réforme devant la Bible, La Concorde, Lausanne, 1943, rééd. chez Slatkine Reprints, Genève, 1986
- 1955: La Bible dans la vie catholique depuis la Réforme, Editions du Clocher, Lausanne

### Articles
- 1928 : « Saint François de Sales. Étude de psychologie », Revue de théologie et de philosophie
- 1930 : « De Farel à saint François de Sales », Revue de théologie et de philosophie
- 1931 : « M. Henri Bremond, historien et psychologue du sentiment religieux en France », Revue de théologie et de philosophie
- 1931 : « Autour de Port-Royal : la méthode de Sainte-Beuve », Revue du christianisme social
- 1931 : « Autour de Port-Royal : la méthode de Vinet comparée à celles de Sainte-Beuve et de Henri Bremond », Les Cahiers protestants
- 1932 : « De Calvin à Oltramare, deux commentaires genevois sur l’épître aux Éphésiens », Revue de théologie et de philosophie

### Sermons ou conférences
- 1937 : « Les protestants devant la Bible », conférence à Radio-Paris, 7 avril 1937, Voix de la Cause, Carrières-sous-Poissy
- 1946 : « Le missionnaire bon Samaritain », prédication du 20 octobre 1946 pour la consécration du missionnaire Roland Dumartheray (qui allait partir pour la Chine), Prédications vaudoises, Lausanne
- 1953 : « Je n’ai pas honte de l’Évangile », sermon de consécration des nouveaux pasteurs, cathédrale de Lausanne, 27 octobre 1953, A l'Ombre de la Cathédrale, Lausanne-Cité